# Screen Actors Guild-díj a legjobb színésznek (drámasorozat)
A legjobb férfi színész (drámasorozat) kategóriában átadott Screen Actors Guild-díjat az első, 1995-ös díjátadó óta osztják ki minden évben, értékelve a drámasorozatok férfi fő- és mellékszereplőit.
A legtöbb, három győzelmet James Gandolfini és Jason Bateman szerzett. A második helyen holtversenyben Steve Buscemi, Bryan Cranston, Anthony Edwards, Dennis Franz, Hugh Laurie, Martin Sheen, Kevin Spacey és Kiefer Sutherland áll, két-két győzelemmel. 
A legtöbb jelölést a New York rendőrei szereplője, Dennis Franz kapta, nyolc alkalommal.

## Győztesek és jelöltek
(MEGJEGYZÉS: Az Év oszlop az adott sorozat értékeléséül szolgáló sugárzási évre utal, a tényleges díjátadó ceremóniát a következő évben rendezték meg.)

### 1990-es évek
| Év              | Színész          | Színész           | Szerep                    | Magyar cím                     | Eredeti cím |
| 1994 1. gála    |                  |                   |                           |                                |             |
| --------------- | ---------------- | ----------------- | ------------------------- | ------------------------------ | ----------- |
| 1994 1. gála    |                  | Dennis Franz      | Andy Sipowicz             | New York rendőrei              | NYPD Blue   |
| 1994 1. gála    | Héctor Elizondo  | Phillip Watters   | Chicago Hope Kórház       | Chicago Hope                   |             |
| 1994 1. gála    | Mandy Patinkin   | Jeffrey Geiger    | Chicago Hope Kórház       | Chicago Hope                   |             |
| 1994 1. gála    | Tom Skerritt     | Jimmy Brock       | Kisvárosi rejtélyek       | Picket Fences                  |             |
| 1994 1. gála    | Patrick Stewart  | Jean-Luc Picard   | Star Trek: Az új nemzedék | Star Trek: The Next Generation |             |
| 1995 2. gála    |                  |                   |                           |                                |             |
|                 | Anthony Edwards  | Mark Greene       | Vészhelyzet               | ER                             |             |
| George Clooney  | Doug Ross        | Vészhelyzet       | ER                        |                                |             |
| David Duchovny  | Fox Mulder       | X-akták           | The X-Files               |                                |             |
| Dennis Franz    | Andy Sipowicz    | New York rendőrei | NYPD Blue                 |                                |             |
| Jimmy Smits     | Bobby Simone     | New York rendőrei | NYPD Blue                 |                                |             |
| 1996 3. gála    |                  |                   |                           |                                |             |
|                 | Dennis Franz     | Andy Sipowicz     | New York rendőrei         | NYPD Blue                      |             |
| George Clooney  | Doug Ross        | Vészhelyzet       | ER                        |                                |             |
| Anthony Edwards | Mark Greene      | Vészhelyzet       | ER                        |                                |             |
| David Duchovny  | Fox Mulder       | X-akták           | The X-Files               |                                |             |
| Jimmy Smits     | Bobby Simone     | New York rendőrei | NYPD Blue                 |                                |             |
| 1997 4. gála    |                  |                   |                           |                                |             |
|                 | Anthony Edwards  | Mark Greene       | Vészhelyzet               | ER                             |             |
| David Duchovny  | Fox Mulder       | X-akták           | The X-Files               |                                |             |
| Dennis Franz    | Andy Sipowicz    | New York rendőrei | NYPD Blue                 |                                |             |
| Jimmy Smits     | Bobby Simone     | New York rendőrei | NYPD Blue                 |                                |             |
| Sam Waterston   | Jack McCoy       | Esküdt ellenségek | Law & Order               |                                |             |
| 1998 5. gála    |                  |                   |                           |                                |             |
|                 | Sam Waterston    | Jack McCoy        | Esküdt ellenségek         | Law & Order                    |             |
| David Duchovny  | Fox Mulder       | X-akták           | The X-Files               |                                |             |
| Anthony Edwards | Mark Greene      | Vészhelyzet       | ER                        |                                |             |
| Dennis Franz    | Andy Sipowicz    | New York rendőrei | NYPD Blue                 |                                |             |
| Jimmy Smits     | Bobby Simone     | New York rendőrei | NYPD Blue                 |                                |             |
| 1999 6. gála    |                  |                   |                           |                                |             |
|                 | James Gandolfini | Tony Soprano      | Maffiózók                 | The Sopranos                   |             |
| David Duchovny  | Fox Mulder       | X-akták           | The X-Files               |                                |             |
| Dennis Franz    | Andy Sipowicz    | New York rendőrei | NYPD Blue                 |                                |             |
| Rick Schroder   | Danny Sorenson   | New York rendőrei | NYPD Blue                 |                                |             |
| Martin Sheen    | Josiah Bartlet   | Az elnök emberei  | The West Wing             |                                |             |

### 2000-es évek
| Év                | Színész                   | Színész                      | Szerep                        | Magyar cím       | Eredeti cím   |
| 2000 7. gála      |                           |                              |                               |                  |               |
| ----------------- | ------------------------- | ---------------------------- | ----------------------------- | ---------------- | ------------- |
| 2000 7. gála      |                           | Martin Sheen                 | Josiah Bartlet                | Az elnök emberei | The West Wing |
| 2000 7. gála      | Tim Daly                  | Richard Kimble               | A szökevény                   | The Fugitive     |               |
| 2000 7. gála      | Anthony Edwards           | Mark Greene                  | Vészhelyzet                   | ER               |               |
| 2000 7. gála      | Dennis Franz              | Andy Sipowicz                | New York rendőrei             | NYPD Blue        |               |
| 2000 7. gála      | James Gandolfini          | Tony Soprano                 | Maffiózók                     | The Sopranos     |               |
| 2001 8. gála      |                           |                              |                               |                  |               |
|                   | Martin Sheen              | Josiah Bartlet               | Az elnök emberei              | The West Wing    |               |
| Richard Dreyfuss  | Max Bickford              | –                            | The Education of Max Bickford |                  |               |
| Dennis Franz      | Andy Sipowicz             | New York rendőrei            | NYPD Blue                     |                  |               |
| James Gandolfini  | Tony Soprano              | Maffiózók                    | The Sopranos                  |                  |               |
| Peter Krause      | Nate Fisher               | Sírhant művek                | Six Feet Under                |                  |               |
| 2002 9. gála      |                           |                              |                               |                  |               |
|                   | James Gandolfini          | Tony Soprano                 | Maffiózók                     | The Sopranos     |               |
| Michael Chiklis   | Vic Mackey                | The Shield – Kemény zsaruk   | The Shield                    |                  |               |
| Martin Sheen      | Josiah Bartlet            | Az elnök emberei             | The West Wing                 |                  |               |
| Kiefer Sutherland | Jack Bauer                | 24                           | 24                            |                  |               |
| Treat Williams    | Andy Brown                | Everwood                     | Everwood                      |                  |               |
| 2003 10. gála     |                           |                              |                               |                  |               |
|                   | Kiefer Sutherland         | Jack Bauer                   | 24                            | 24               |               |
| Peter Krause      | Nate Fisher               | Sírhant művek                | Six Feet Under                |                  |               |
| Anthony LaPaglia  | Jack Malone               | Nyomtalanul                  | Without a Trace               |                  |               |
| Martin Sheen      | Josiah Bartlet            | Az elnök emberei             | The West Wing                 |                  |               |
| Treat Williams    | Andy Brown                | Everwood                     | Everwood                      |                  |               |
| 2004 11. gála     |                           |                              |                               |                  |               |
|                   | Jerry Orbach (posztumusz) | Lennie Briscoe               | Esküdt ellenségek             | Law & Order      |               |
| Hank Azaria       | Craig Huffstodt           | Huff                         | Huff                          |                  |               |
| James Gandolfini  | Tony Soprano              | Maffiózók                    | The Sopranos                  |                  |               |
| Anthony LaPaglia  | Jack Malone               | Nyomtalanul                  | Without a Trace               |                  |               |
| Kiefer Sutherland | Jack Bauer                | 24                           | 24                            |                  |               |
| 2005 12. gála     |                           |                              |                               |                  |               |
|                   | Kiefer Sutherland         | Jack Bauer                   | 24                            | 24               |               |
| Alan Alda         | Arnold Vinick             | Az elnök emberei             | The West Wing                 |                  |               |
| Patrick Dempsey   | Derek Shepherd            | A Grace klinika              | Grey's Anatomy                |                  |               |
| Hugh Laurie       | Gregory House             | Doktor House                 | House                         |                  |               |
| Ian McShane       | Al Swearengen             | Deadwood                     | Deadwood                      |                  |               |
| 2006 13. gála     |                           |                              |                               |                  |               |
|                   | Hugh Laurie               | Gregory House                | Doktor House                  | House            |               |
| James Gandolfini  | Tony Soprano              | Maffiózók                    | The Sopranos                  |                  |               |
| Michael C. Hall   | Dexter Morgan             | Dexter                       | Dexter                        |                  |               |
| James Spader      | Alan Shore                | Boston Legal – Jogi játszmák | Boston Legal                  |                  |               |
| Kiefer Sutherland | Jack Bauer                | 24                           | 24                            |                  |               |
| 2007 14. gála     |                           |                              |                               |                  |               |
|                   | James Gandolfini          | Tony Soprano                 | Maffiózók                     | The Sopranos     |               |
| Michael C. Hall   | Dexter Morgan             | Dexter                       | Dexter                        |                  |               |
| Jon Hamm          | Don Draper                | Mad Men – Reklámőrültek      | Mad Men                       |                  |               |
| Hugh Laurie       | Gregory House             | Doktor House                 | House                         |                  |               |
| James Spader      | Alan Shore                | Boston Legal – Jogi játszmák | Boston Legal                  |                  |               |
| 2008 15. gála     |                           |                              |                               |                  |               |
|                   | Hugh Laurie               | Gregory House                | Doktor House                  | House            |               |
| Michael C. Hall   | Dexter Morgan             | Dexter                       | Dexter                        |                  |               |
| Jon Hamm          | Don Draper                | Mad Men – Reklámőrültek      | Mad Men                       |                  |               |
| William Shatner   | Denny Crane               | Boston Legal – Jogi játszmák | Boston Legal                  |                  |               |
| James Spader      | Alan Shore                | Boston Legal – Jogi játszmák | Boston Legal                  |                  |               |
| 2009 16. gála     |                           |                              |                               |                  |               |
|                   | Michael C. Hall           | Dexter Morgan                | Dexter                        | Dexter           |               |
| Simon Baker       | Patrick Jane              | A mentalista                 | The Mentalist                 |                  |               |
| Bryan Cranston    | Walter White              | Breaking Bad – Totál szívás  | Breaking Bad                  |                  |               |
| Jon Hamm          | Don Draper                | Mad Men – Reklámőrültek      | Mad Men                       |                  |               |
| Hugh Laurie       | Gregory House             | Doktor House                 | House                         |                  |               |

### 2010-es évek
| Év                  | Színész                     | Színész                                   | Szerep                            | Magyar cím                        | Eredeti cím      |
| 2010 17. gála       |                             |                                           |                                   |                                   |                  |
| ------------------- | --------------------------- | ----------------------------------------- | --------------------------------- | --------------------------------- | ---------------- |
| 2010 17. gála       |                             | Steve Buscemi                             | Nucky Thompson                    | Boardwalk Empire – Gengszterkorzó | Boardwalk Empire |
| 2010 17. gála       | Bryan Cranston              | Walter White                              | Breaking Bad – Totál szívás       | Breaking Bad                      |                  |
| 2010 17. gála       | Michael C. Hall             | Dexter Morgan                             | Dexter                            | Dexter                            |                  |
| 2010 17. gála       | Jon Hamm                    | Don Draper                                | Mad Men – Reklámőrültek           | Mad Men                           |                  |
| 2010 17. gála       | Hugh Laurie                 | Gregory House                             | Doktor House                      | House                             |                  |
| 2011 18. gála       |                             |                                           |                                   |                                   |                  |
|                     | Steve Buscemi               | Nucky Thompson                            | Boardwalk Empire – Gengszterkorzó | Boardwalk Empire                  |                  |
| Patrick J. Adams    | Mike Ross                   | Briliáns elmék                            | Suits                             |                                   |                  |
| Kyle Chandler       | Eric Taylor                 | Friday Night Lights – Tiszta szívvel foci | Friday Night Lights               |                                   |                  |
| Bryan Cranston      | Walter White                | Breaking Bad – Totál szívás               | Breaking Bad                      |                                   |                  |
| Michael C. Hall     | Dexter Morgan               | Dexter                                    | Dexter                            |                                   |                  |
| 2012 19. gála       |                             |                                           |                                   |                                   |                  |
|                     | Bryan Cranston              | Walter White                              | Breaking Bad – Totál szívás       | Breaking Bad                      |                  |
| Steve Buscemi       | Nucky Thompson              | Boardwalk Empire – Gengszterkorzó         | Boardwalk Empire                  |                                   |                  |
| Jeff Daniels        | Will McAvoy                 | Híradósok                                 | The Newsroom                      |                                   |                  |
| Jon Hamm            | Don Draper                  | Mad Men – Reklámőrültek                   | Mad Men                           |                                   |                  |
| Damian Lewis        | Nicholas Brody              | Homeland – A belső ellenség               | Homeland                          |                                   |                  |
| 2013 20. gála       |                             |                                           |                                   |                                   |                  |
|                     | Bryan Cranston              | Walter White                              | Breaking Bad – Totál szívás       | Breaking Bad                      |                  |
| Steve Buscemi       | Nucky Thompson              | Boardwalk Empire – Gengszterkorzó         | Boardwalk Empire                  |                                   |                  |
| Jeff Daniels        | Will McAvoy                 | Híradósok                                 | The Newsroom                      |                                   |                  |
| Peter Dinklage      | Tyrion Lannister            | Trónok harca                              | Game of Thrones                   |                                   |                  |
| Kevin Spacey        | Frank Underwood             | Kártyavár                                 | House of Cards                    |                                   |                  |
| 2014 21. gála       |                             |                                           |                                   |                                   |                  |
|                     | Kevin Spacey                | Frank Underwood                           | Kártyavár                         | House of Cards                    |                  |
| Steve Buscemi       | Nucky Thompson              | Boardwalk Empire – Gengszterkorzó         | Boardwalk Empire                  |                                   |                  |
| Peter Dinklage      | Tyrion Lannister            | Trónok harca                              | Game of Thrones                   |                                   |                  |
| Woody Harrelson     | Martin Hart                 | True Detective – A törvény nevében        | True Detective                    |                                   |                  |
| Matthew McConaughey | Rust Cohle                  | True Detective – A törvény nevében        | True Detective                    |                                   |                  |
| 2015 22. gála       |                             |                                           |                                   |                                   |                  |
|                     | Kevin Spacey                | Frank Underwood                           | Kártyavár                         | House of Cards                    |                  |
| Peter Dinklage      | Tyrion Lannister            | Trónok harca                              | Game of Thrones                   |                                   |                  |
| Jon Hamm            | Don Draper                  | Mad Men – Reklámőrültek                   | Mad Men                           |                                   |                  |
| Rami Malek          | Elliot Alderson             | Mr. Robot                                 | Mr. Robot                         |                                   |                  |
| Bob Odenkirk        | Saul Goodman / Jimmy McGill | Better Call Saul                          | Better Call Saul                  |                                   |                  |
| 2016 23. gála       |                             |                                           |                                   |                                   |                  |
|                     | John Lithgow                | Winston Churchill                         | A Korona                          | The Crown                         |                  |
| Sterling K. Brown   | Randall Pearson             | Rólunk szól                               | This Is Us                        |                                   |                  |
| Peter Dinklage      | Tyrion Lannister            | Trónok harca                              | Game of Thrones                   |                                   |                  |
| Rami Malek          | Elliot Alderson             | Mr. Robot                                 | Mr. Robot                         |                                   |                  |
| Kevin Spacey        | Frank Underwood             | Kártyavár                                 | House of Cards                    |                                   |                  |
| 2017 24. gála       |                             |                                           |                                   |                                   |                  |
|                     | Sterling K. Brown           | Randall Pearson                           | Rólunk szól                       | This Is Us                        |                  |
| Jason Bateman       | Marty Byrde                 | Ozark                                     | Ozark                             |                                   |                  |
| Peter Dinklage      | Tyrion Lannister            | Trónok harca                              | Game of Thrones                   |                                   |                  |
| David Harbour       | Jim Hopper                  | Stranger Things                           | Stranger Things                   |                                   |                  |
| Bob Odenkirk        | Saul Goodman / Jimmy McGill | Better Call Saul                          | Better Call Saul                  |                                   |                  |
| 2018 25. gála       |                             |                                           |                                   |                                   |                  |
|                     | Jason Bateman               | Marty Byrde                               | Ozark                             | Ozark                             |                  |
| Sterling K. Brown   | Randall Pearson             | Rólunk szól                               | This Is Us                        |                                   |                  |
| Joseph Fiennes      | Fred Waterford parancsnok   | A szolgálólány meséje                     | The Handmaid's Tale               |                                   |                  |
| John Krasinski      | Jack Ryan                   | Jack Ryan                                 | Tom Clancy's Jack Ryan            |                                   |                  |
| Bob Odenkirk        | Saul Goodman / Jimmy McGill | Better Call Saul                          | Better Call Saul                  |                                   |                  |
| 2019 26. gála       |                             |                                           |                                   |                                   |                  |
|                     | Peter Dinklage              | Tyrion Lannister                          | Trónok harca                      | Game of Thrones                   |                  |
| Sterling K. Brown   | Randall Pearson             | Rólunk szól                               | This Is Us                        |                                   |                  |
| Steve Carell        | Mitch Kessler               | The Morning Show                          | The Morning Show                  |                                   |                  |
| Billy Crudup        | Corey Ellison               | The Morning Show                          | The Morning Show                  |                                   |                  |
| David Harbour       | Jim Hopper                  | Stranger Things                           | Stranger Things                   |                                   |                  |

### 2020-es évek
| Év                | Színész                     | Színész                     | Szerep                | Magyar cím       | Eredeti cím |
| 2020 27. gála     |                             |                             |                       |                  |             |
| ----------------- | --------------------------- | --------------------------- | --------------------- | ---------------- | ----------- |
| 2020 27. gála     |                             | Jason Bateman               | Marty Byrde           | Ozark            | Ozark       |
| 2020 27. gála     | Sterling K. Brown           | Randall Pearson             | Rólunk szól           | This Is Us       |             |
| 2020 27. gála     | Josh O’Connor               | Károly walesi herceg        | A Korona              | The Crown        |             |
| 2020 27. gála     | Bob Odenkirk                | Saul Goodman / Jimmy McGill | Better Call Saul      | Better Call Saul |             |
| 2020 27. gála     | Regé-Jean Page              | Simon Basset                | A Bridgerton család   | Bridgerton       |             |
| 2021 28. gála     |                             |                             |                       |                  |             |
|                   | I Dzsongdzse                | Szong Gihun                 | Nyerd meg az életed   | Squid Game       |             |
| Brian Cox         | Logan Roy                   | Utódlás                     | Succession            |                  |             |
| Kieran Culkin     | Roman Roy                   | Utódlás                     | Succession            |                  |             |
| Jeremy Strong     | Kendall Roy                 | Utódlás                     | Succession            |                  |             |
| Billy Crudup      | Cory Ellison                | The Morning Show            | The Morning Show      |                  |             |
| 2022 29. gála     |                             |                             |                       |                  |             |
|                   | Jason Bateman               | Marty Byrde                 | Ozark                 | Ozark            |             |
| Jonathan Banks    | Mike Ehrmantraut            | Better Call Saul            | Better Call Saul      |                  |             |
| Bob Odenkirk      | Saul Goodman / Jimmy McGill | Better Call Saul            | Better Call Saul      |                  |             |
| Jeff Bridges      | Dan Chase                   | A nagy öreg                 | The Old Man           |                  |             |
| Adam Scott        | Mark Scout                  | Különválás                  | Severance             |                  |             |
| 2023 30. gála     |                             |                             |                       |                  |             |
|                   | Pedro Pascal                | Joel Miller                 | The Last of Us        | The Last of Us   |             |
| Brian Cox         | Logan Roy                   | Utódlás                     | Succession            |                  |             |
| Kieran Culkin     | Roman Roy                   | Utódlás                     | Succession            |                  |             |
| Matthew Macfadyen | Tom Wambsgans               | Utódlás                     | Succession            |                  |             |
| Billy Crudup      | Cory Ellison                | The Morning Show            | The Morning Show      |                  |             |
| 2024 31. gála     |                             |                             |                       |                  |             |
|                   | Szanada Hirojuki            | Josi Toranaga Nagyúr        | A sógun               | Shōgun           |             |
| Jeff Bridges      | Dan Chase                   | A nagy öreg                 | The Old Man           |                  |             |
| Gary Oldman       | Jackson Lamb                | Utolsó befutók              | Slow Horses           |                  |             |
| Eddie Redmayne    | Alexander Duggan / A sakál  | A Sakál napja               | The Day of the Jackal |                  |             |
| Aszano Tadanobu   | Kashigi Yabushige           | A sógun                     | Shōgun                |                  |             |

## Rekordok

### Többszörös győzelmek
| 2 győzelem - Steve Buscemi - Bryan Cranston - Anthony Edwards - Dennis Franz - Hugh Laurie - Martin Sheen - Kevin Spacey - Kiefer Sutherland | 3 győzelem - Jason Bateman - James Gandolfini |

### Többszörös jelölések
| 2 jelölés - Jeff Bridges - George Clooney - Brian Cox - Kieran Culkin - Jeff Daniels - David Harbour - Peter Krause - Anthony LaPaglia - Rami Malek - Sam Waterston - Treat Williams 3 jelölés - Billy Crudup - James Spader 4 jelölés - Jason Bateman - Jimmy Smits - Kevin Spacey | 5 jelölés - Sterling K. Brown - Steve Buscemi - Bryan Cranston - David Duchovny - Anthony Edwards - Bob Odenkirk - Martin Sheen - Kiefer Sutherland 6 jelölés - Peter Dinklage - Michael C. Hall - Jon Hamm - Hugh Laurie 7 jelölés - James Gandolfini 8 jelölés - Dennis Franz |

## Fordítás
- Ez a szócikk részben vagy egészben  a   Screen Actors Guild Award for Outstanding Performance by a Male Actor in a Drama Series című angol Wikipédia-szócikk fordításán alapul.  Az eredeti cikk szerkesztőit annak laptörténete sorolja fel. Ez a jelzés csupán a megfogalmazás eredetét és a szerzői jogokat jelzi, nem szolgál a cikkben szereplő információk forrásmegjelöléseként.